# Microryctes katagirii
Microryctes katagirii är en skalbaggsart som beskrevs av Yamaya 2000. Microryctes katagirii ingår i släktet Microryctes och familjen Dynastidae. Inga underarter finns listade i Catalogue of Life.